# Hélio Lage Uchôa Cavalcanti
Hélio Uchôa Cavalcanti (1919–1971) foi um arquiteto brasileiro que contribuiu significativamente para a arquitetura nacional brasileira e sua renovação modernista. Ele colaborou com Oscar Niemeyer em projetos como o Hospital da Lagoa, no Rio de Janeiro, e o Parque Ibirapuera, em São Paulo, além de ter contribuido para a construção de Brasília e projetado diversas residências e hotéis em todo o mundo.
Hélio Uchôa nasceu no Rio de Janeiro, Brasil, em 3 de abril de 1913 e formou-se na Escola Nacional de Belas Artes do Rio de Janeiro em 1934. Ao longo de sua carreira, ele colaborou com arquitetos de destaque como Affonso Eduardo Reidy e Oscar Niemeyer.
Alguns outros projetos notáveis de Uchôa incluem o Conjunto Residencial da Várzea do Carmo, a Fábrica Duchen, o Palácio das Indústrias, o Palácio das Nações e o Palácio dos Estados no Ibirapuera.
Ele morreu em 22 de janeiro de 1971, no Rio de Janeiro, aos 57 anos.